# Georg Heeger

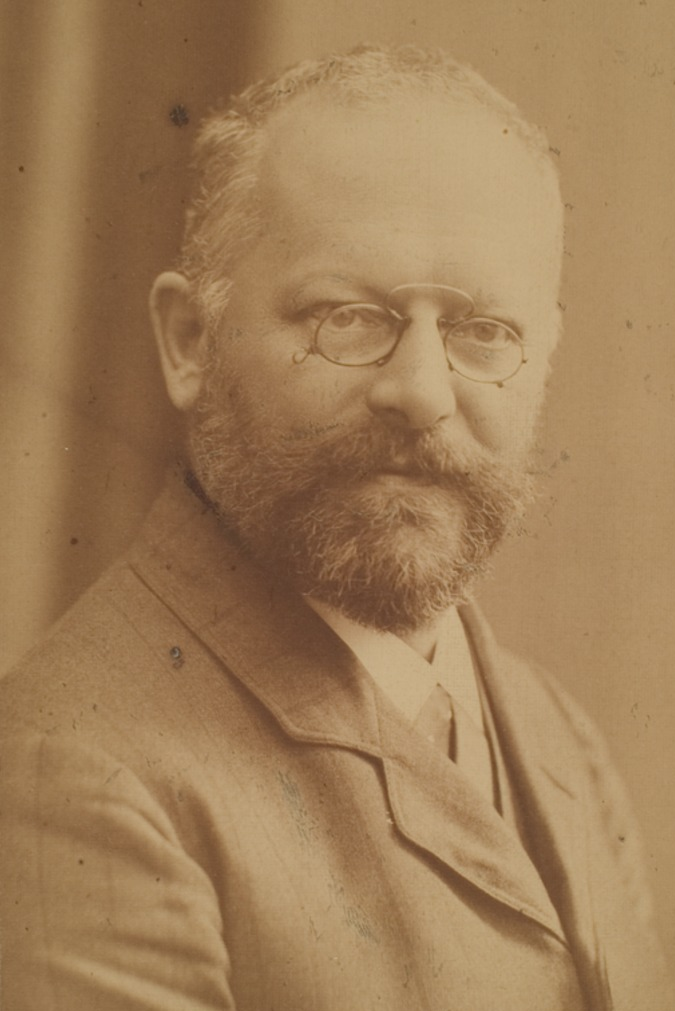
Georg Heeger

Georg Heeger (* 19. November 1856 in Westheim (Pfalz); † 12. Mai 1915 in Würzburg) war ein deutscher Lehrer, Musikwissenschaftler, Heimatforscher, Politiker und Botaniker. Er war promoviert und führte auch den Titel „Gymnasialprofessor“.

## Leben

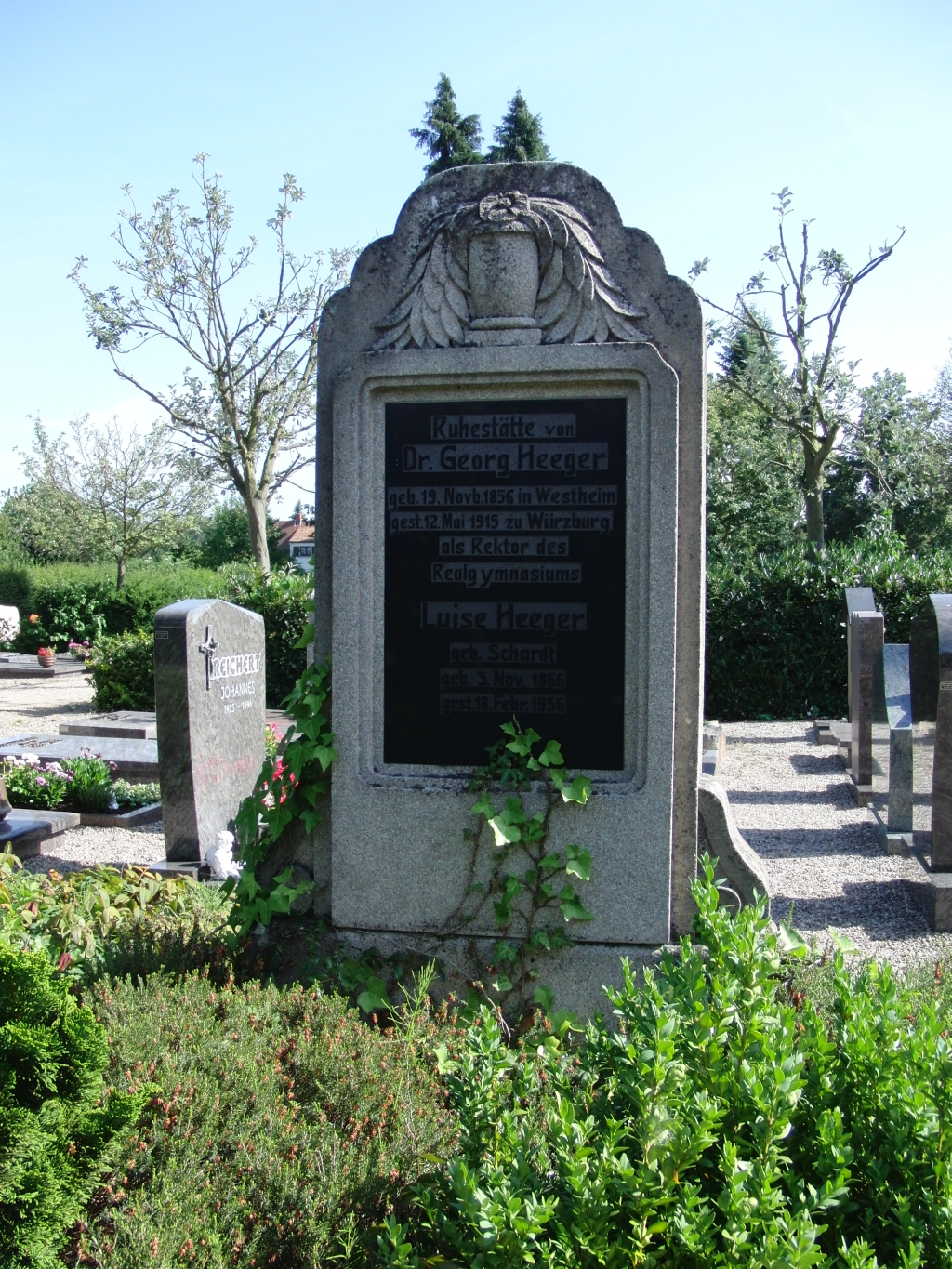
Grab des Dr. Georg Heeger in Westheim

Georg Heeger wuchs im pfälzischen Westheim auf. Sein Vater war Adam Heeger, Landwirt und Musiker, seine Mutter Elisabeth war eine Tochter des langjährigen Bürgermeisters Andreas Teutsch. Als Jugendlicher wurde Georg Heeger vom damaligen Pfarrer Johann Schiller gefördert. Von ihm erhielt er Unterricht in den alten Sprachen und wurde auf den Besuch der Präparandenschule in Edenkoben vorbereitet. Danach absolvierte er eine Ausbildung am Lehrerseminar in Kaiserslautern und trat später seine erste Lehrerstelle in Offenbach an der Queich an. 1877 legte er seine Reifeprüfung ab und begann anschließend ein Philologiestudium in München. Danach war er Assistent an einem Gymnasium in Zweibrücken und von 1882 bis 1907 Lehrer am Humanistischen Gymnasium in Landau (heute: Eduard-Spranger-Gymnasium). Während seiner Tätigkeit als Lehrer betrieb er weiter Studien und promovierte 1886 an der Universität München zum Dr. phil. Es folgten Anstellungen als Konrektor der Kreisoberschule in Kaiserslautern (ab 1907) und als Rektor des Realgymnasiums in Würzburg (ab 1912). Auch war er zwei Jahre Abgeordneter im Bayerischen Landtag in München.
Er veröffentlichte zahlreiche Texte zur Geschichte Landaus und der Südpfalz und gab außerdem Sammlungen pfälzischer Volkslieder heraus. Zudem forschte er auf dem Gebiet der Botanik. Unter anderem entdeckte er auf dem Landauer Meßplatz eine neue Pflanzenart, die nach ihm Capsella Heegeri benannt wurde.
In seinem Heimatort ist die Dr.-Georg-Heeger-Allee nach ihm benannt.
Sein Sohn Fritz Heeger (1895–1983) führte die Herausgabe der von seinem Vater gesammelten pfälzischen Volkslieder fort und war ebenso auf dem Gebiet der Volkskunde tätig.

## Werke
- Über die Trojanersagen der Franken und Normannen, Landau 1890
- Der Dialekt der Südost-Pfalz, Landau 1896 Digitalisat
- Die germanische Besiedlung der Vorderpfalz an der Hand der Ortsnamen, Landau 1900 (Online-Ausgabe dilibri Rheinland-Pfalz)
- Die Tiere im pfälzischen Volksmund
- Pfälzische Volkslieder mit ihren Singweisen, Neubearbeitung 1963
- Reichtum der Volkssprache nachgewiesen an der pfälzischen Mundart